# Стине Бредал Офтедал
Стине Бредал Офтедал (норв. Stine Bredal Oftedal; 25. септембар 1991) норвешка је рукометашица. Игра на позицији средњег бека, а тренутно наступа за Ђер и репрезентацију Норвешке.
Са Норвешком је на великим такмичењима освојила 12 медаља. Међународна рукометна федерација ју је изабрала за играчицу 2019. године.

## Трофеји
Ђер
- ЕХФ Лига шампиона: 2018, 2019.
- Прва лига Мађарске: 2018, 2019, 2022.
- Куп Мађарске: 2018, 2019, 2021.

Норвешка
- Олимпијске игре: бронза 2016, 2020.
- Светско првенство: 2011, 2015, 2021.
- Европско првенство: 2010, 2014, 2016, 2020, 2022.